# Kurów (West-Pommeren)
Kurów (Duits: Kurow) is een dorp in het Poolse woiwodschap West-Pommeren, in het district Policki. De plaats maakt deel uit van de gemeente Kołbaskowo.